# Tomislav Križan
Tomislav Dodo Križan, hrv. bh. glazbenik iz Tuzle, gitarist, pionir pop, rock i beat glazbe u tuzlanskom kraju. 
Bio je ritam gitarist grupe Terusi iz Tuzle. 1964. godine kupio je svoju električnu gitaru u Zagrebu. Električna je gitara tad bila rijetkost u Tuzli. To je bila iskra za nova ulaganja među članovima Terusa, za kupnju druge gitare, novih pojačala i tako dalje. Prvi je nastup s Terusima imao 14. veljače 1965. godine u holu Tehnološkog fakulteta u Tuzli. Za potpunost sastava trebao im je još jedan gitarist, pa je sa Zoranom Pakijem obilazio Tuzlu raspitivali se za dobrog gitarista. Sastav se oformio i nastupi su krenuli. Svirao je s Terusima na prvoj gitarijadi u Beogradu 1966. godine, na beogradskom Sajmištu, u prepunoj hali. 1967. godine u isto je vrijeme pošla gotovo cijela postava Terusa odslužiti obvezni vojni rok, i Križan među njima. Time je prva postava Terusa prestala postojati. Član je ogranka Matice hrvatske u Tuzli. Učlanio se iste godine kad je ogranak obnovljen, 2001. godine.
Član prve obnovljene skupštine Društva Hrvatski dom u Tuzli  te sudionik prve redovite sjednice Skupštine Društva, održane 30. studenoga 1993. godine u Kongresnoj dvorani hotela “Tuzla” u Tuzli.